# Romeo and Juliet (pel·lícula de 1936)
Romeo and Juliet és una pel·lícula estatunidenca de 1936 dirigida per George Cukor, basada en l'obra de teatre homònima escrita per William Shakespeare. The New York Times va seleccionar la pel·lícula com una de les "Millors 1.000 pel·lícules mai fetes", anomenant-la "una magnífica producció" que "és extremadament ben feta i protagonitzada."

## Argument
En la Verona humanista ha nascutl' amor entre Romeo i Julieta Capuleto. La parella es veu obstaculitzada per les famílies, rivals per generacions. Però els amants estan disposats a fer qualsevol cosa per estar junts.

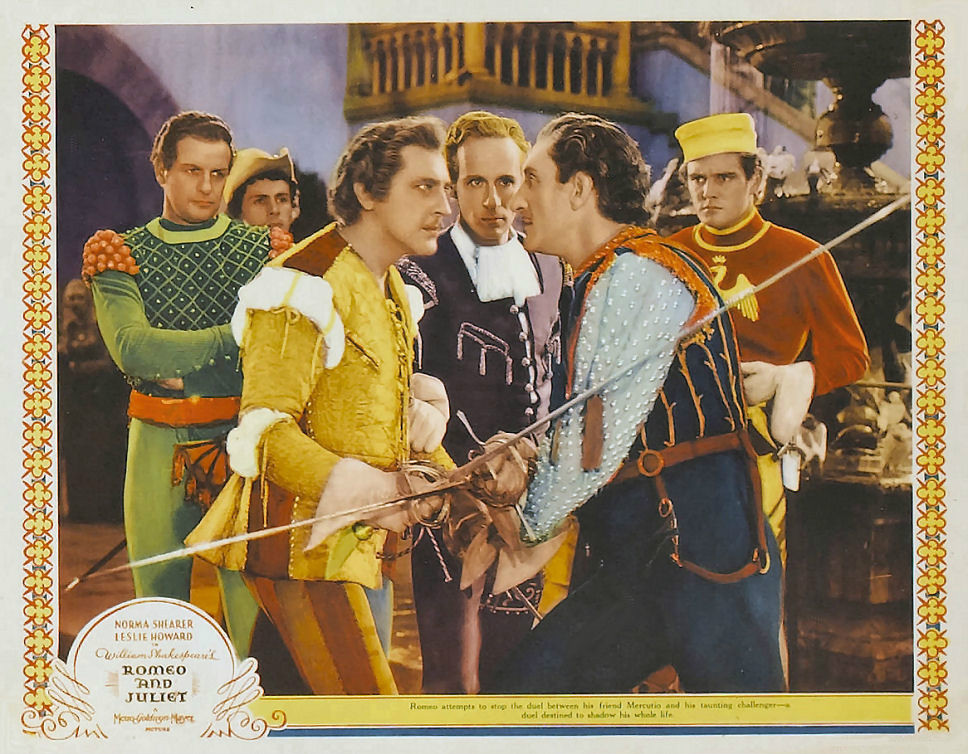
John Barrymore, Leslie Howard i Basil Rathbone.

## Repartiment
- Norma Shearer: Juliette
- Leslie Howard: Romeu
- John Barrymore: Mercutio
- Edna May Oliver: la dida
- Basil Rathbone: Tybalt
- C. Aubrey Smith: Lord Capulet
- Violet Kemble Cooper: Lady Capulet
- Robert Warwick: Lord Montaigu
- Virginia Hammond: Lady Montaigu
- Reginald Denny: Benvolio
- Andy Devine: Peter
- Conway Tearle: Escalus
- Ralph Forbes: París
- Henry Kolker: Germà Laurence
- Katherine DeMille: Rosalind

## Altres versions
- Romeo + Juliet, pel·lícula de 1996 protagonitzada per Leonardo DiCaprio i Claire Danes

## Rebuda
A alguns crítics els va agradar la pel·lícula, però en general, ni crítics ni públic va respondre entusiàsticament. Graham Greene va escriure que "menys que mai estic convençut que hi hagi una justificació estètica per filmar Shakespeare ... L'efecte de fins i tot les millors escenes és per distreure." "Ornada però no estrident, extravagant però amb un gust perfecte, expansiva però mai aclaparant, la pel·lícula dona crèdit als seus productors i a la pantalla globalment", va escriure Franc Nugent en una ressenya positiva pel New York Times. "És una producció digna, sensible i enterament admirable de Shakespeare—no Hollywood."  Variety va definir la pel·lícula com una "adaptació" fidel amb "molt bonic" vestuari, però també la troba  "no gaire imaginativa" i "massa llarga". 

## Premis
| Nominacions de l'acadèmia            | Candidat(s)                                   |
| ------------------------------------ | --------------------------------------------- |
| Oscar a la millor pel·lícula         | Irving Thalberg                               |
| Oscar al millor actor secundari      | Basil Rathbone                                |
| Oscar a la millor actriu             | Norma Shearer                                 |
| Oscar a la millor direcció artística | Cedric Gibbons, Fredric Hope, Edwin B. Willis |